# Součinnostní střelnice Velká Střelná
Součinnostní střelnice Velká Střelná (nazývaná také Na vyhlídce), kterou spravuje Armáda České republiky, se nachází severně od zaniklé německé vesnice Velká Střelná a západně od zaniklé vesnice Olejovice. Střelnice je situována na katastrálním území Velká Střelná ve vojenském újezdu Libavá v Oderských vrších (subprovincie pohoří Nízký Jeseník) v okrese Olomouc v Olomouckém kraji. Součinnostní střelnice se využívá, podobně jako další vojenské objekty ve výcvikovém prostoru, k výcviku domácích nebo zahraničních složek armády, policie, vězeňské služby, hasičů aj. ozbrojených složek. V minulosti byla využívána také sovětskými vojáky. Přes součinnostní střelnici vede jedna z páteřních asfaltových silnic z Města Libavá ke křižovatce u Velké Střelné. Západně od této cesty se na vyvýšeném místě nachází řídící věž součinnostní střelnice. Přibližně 260 m jihozápado-západně od řídící věže součinnostní střelnice se nachází Nový hřbitov Velká Střelná s informační tabulí, několika náhrobky a křížem.
Vzhledem k tomu, že místo se nachází ve vojenském prostoru, je veřejnosti bez povolení nepřístupné. Jedenkrát ročně však bývá spolu s dalšími místy ve vojenském újezdu zpřístupňována veřejnosti v rámci cykloturistické akce Bílý kámen.

## Galerie

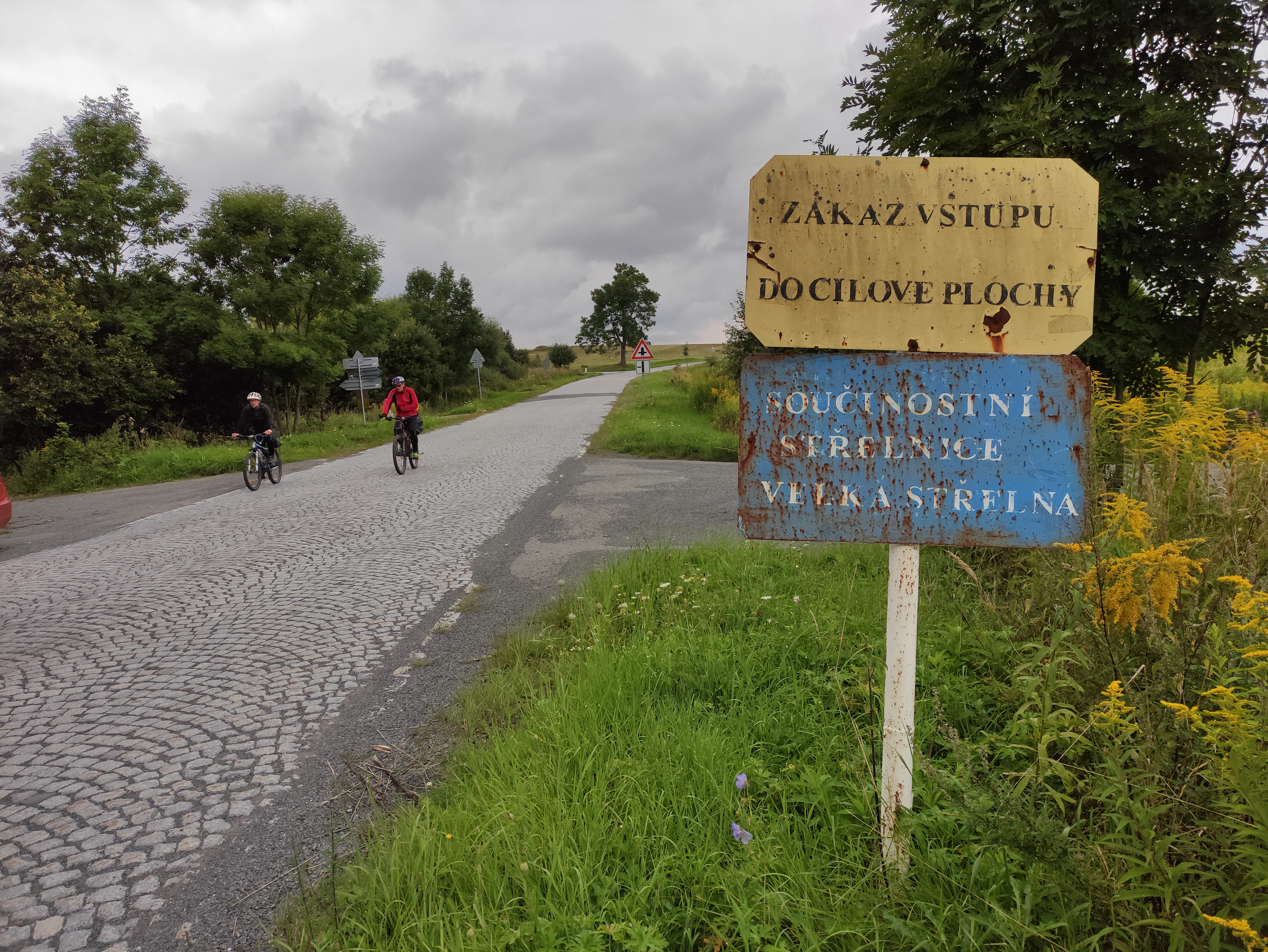
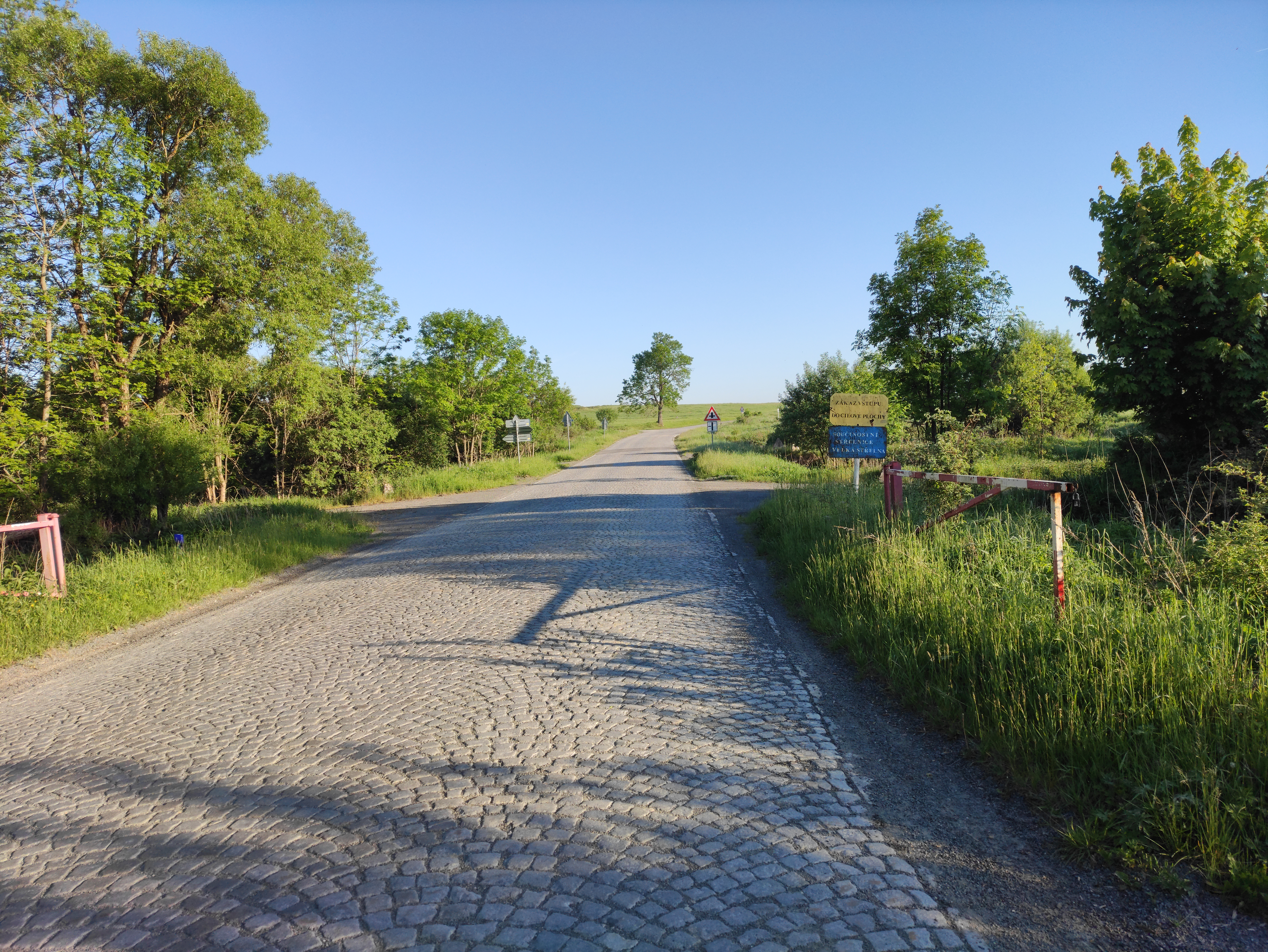
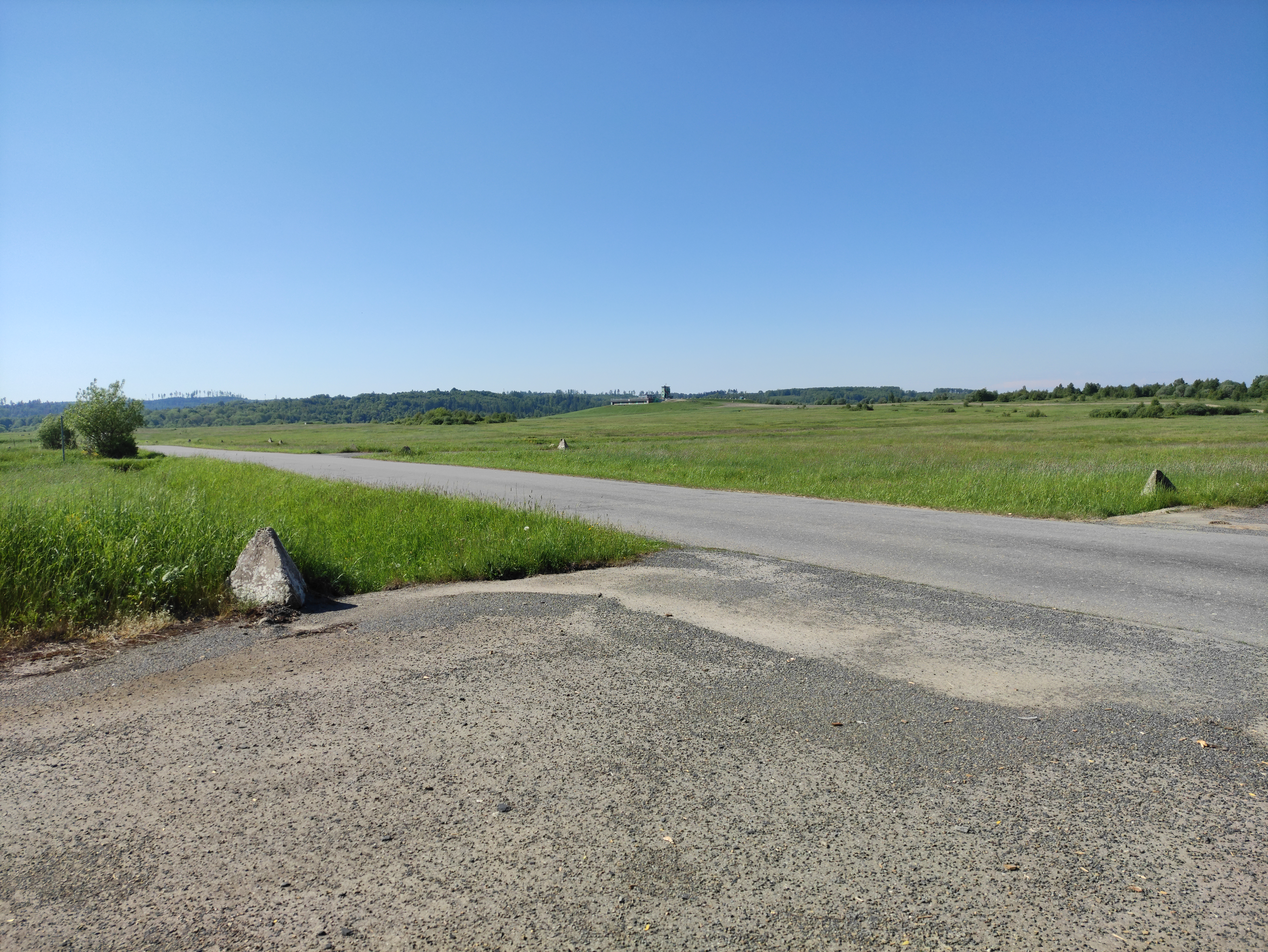
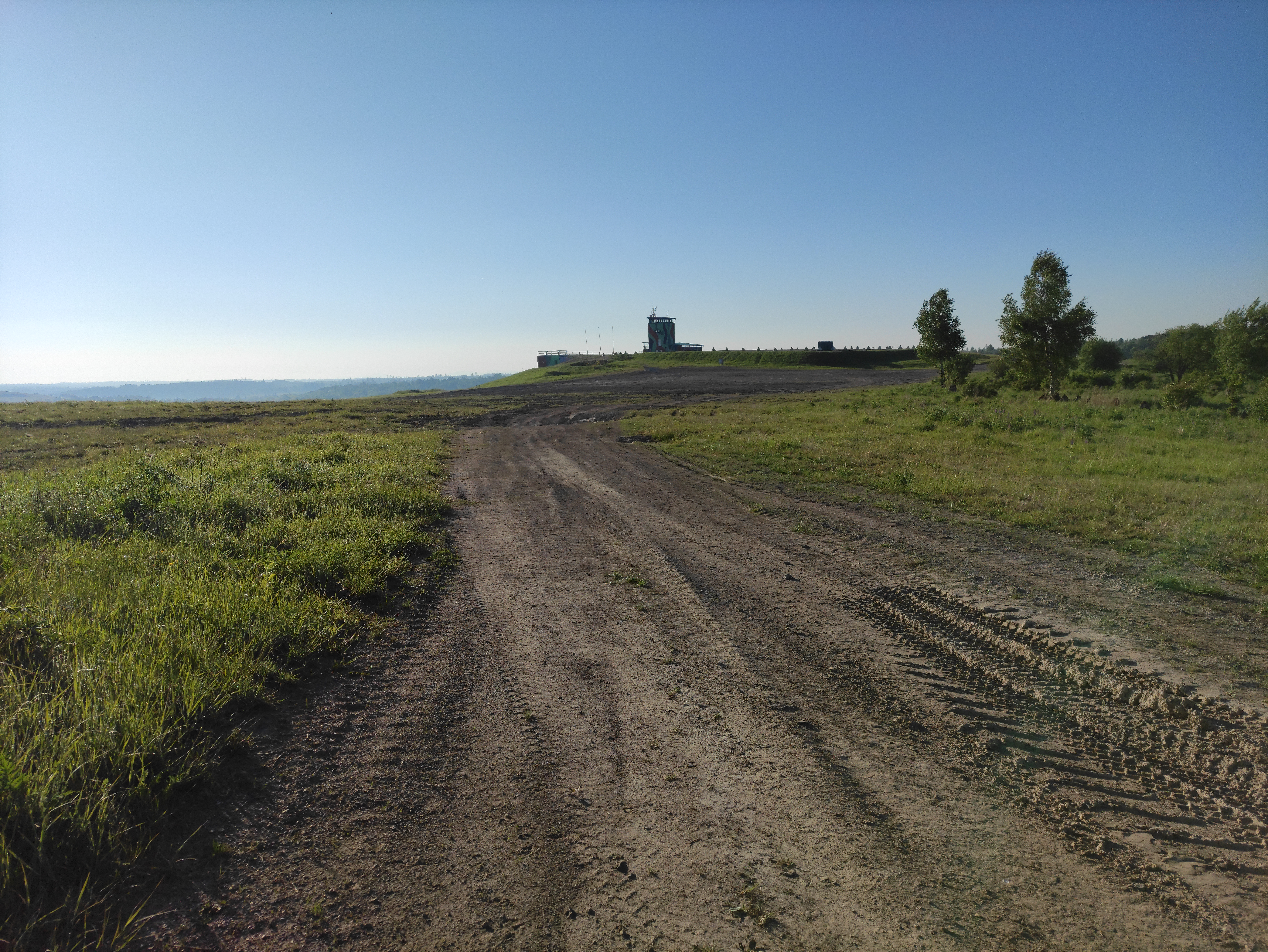
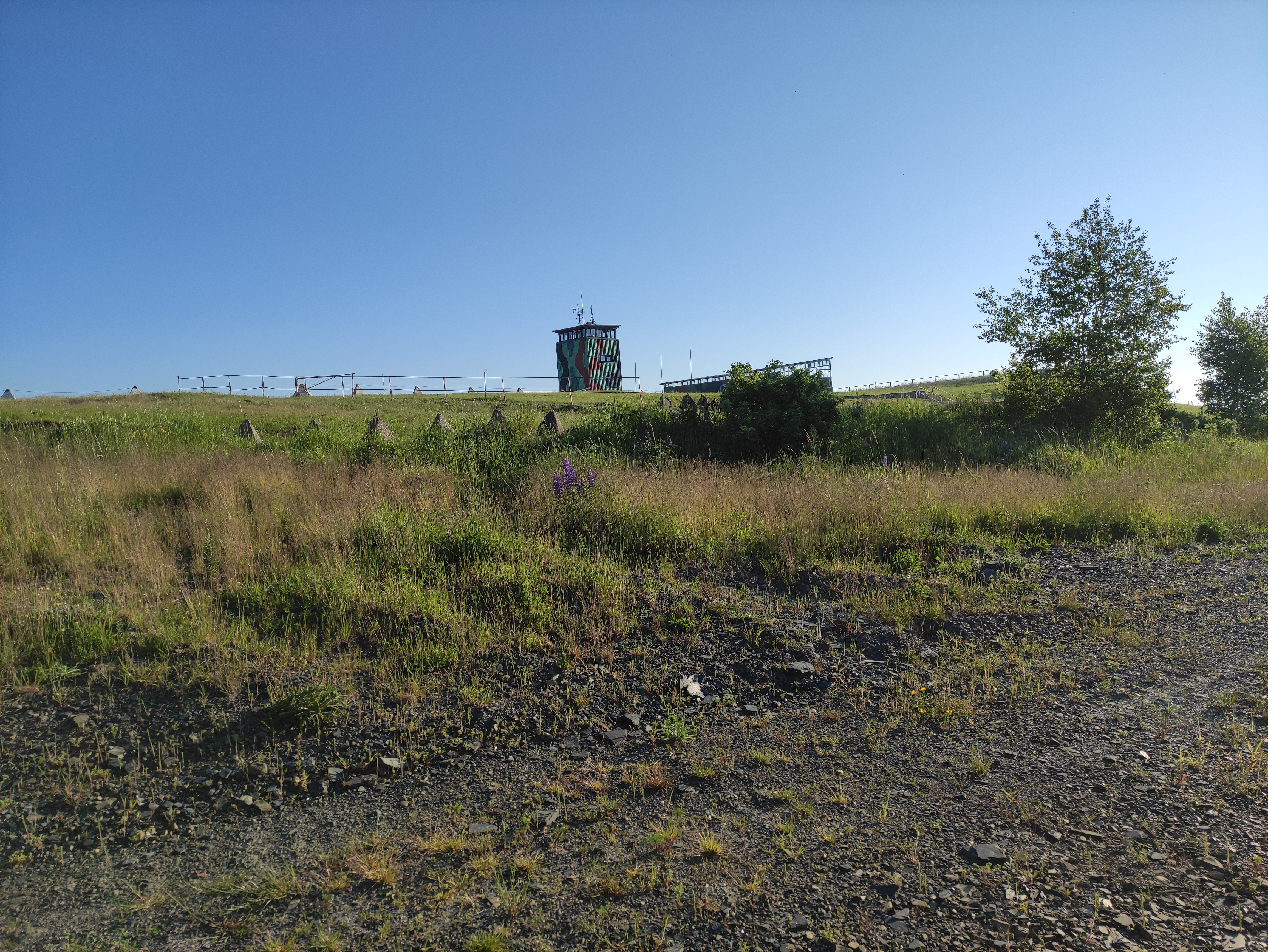
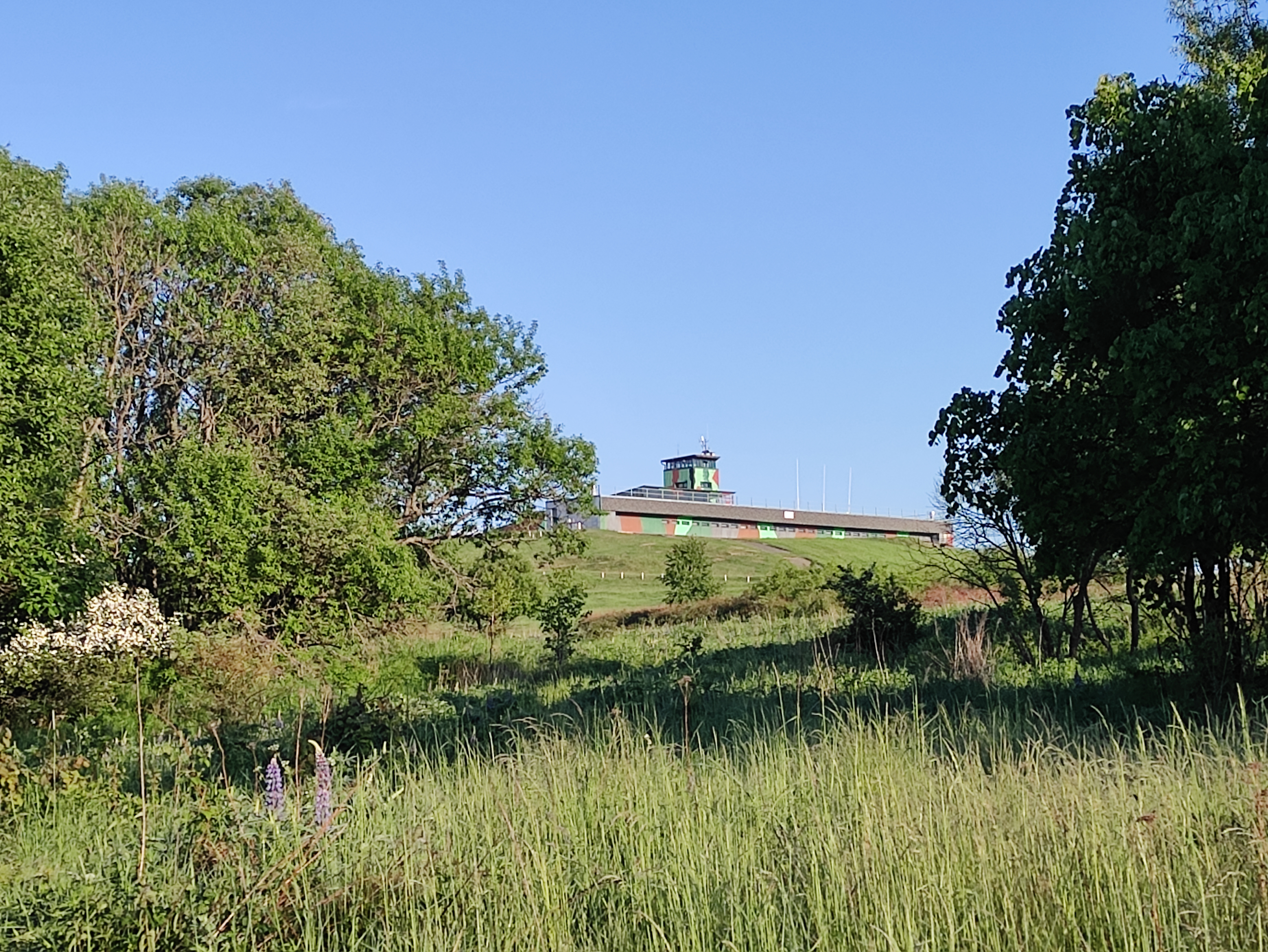
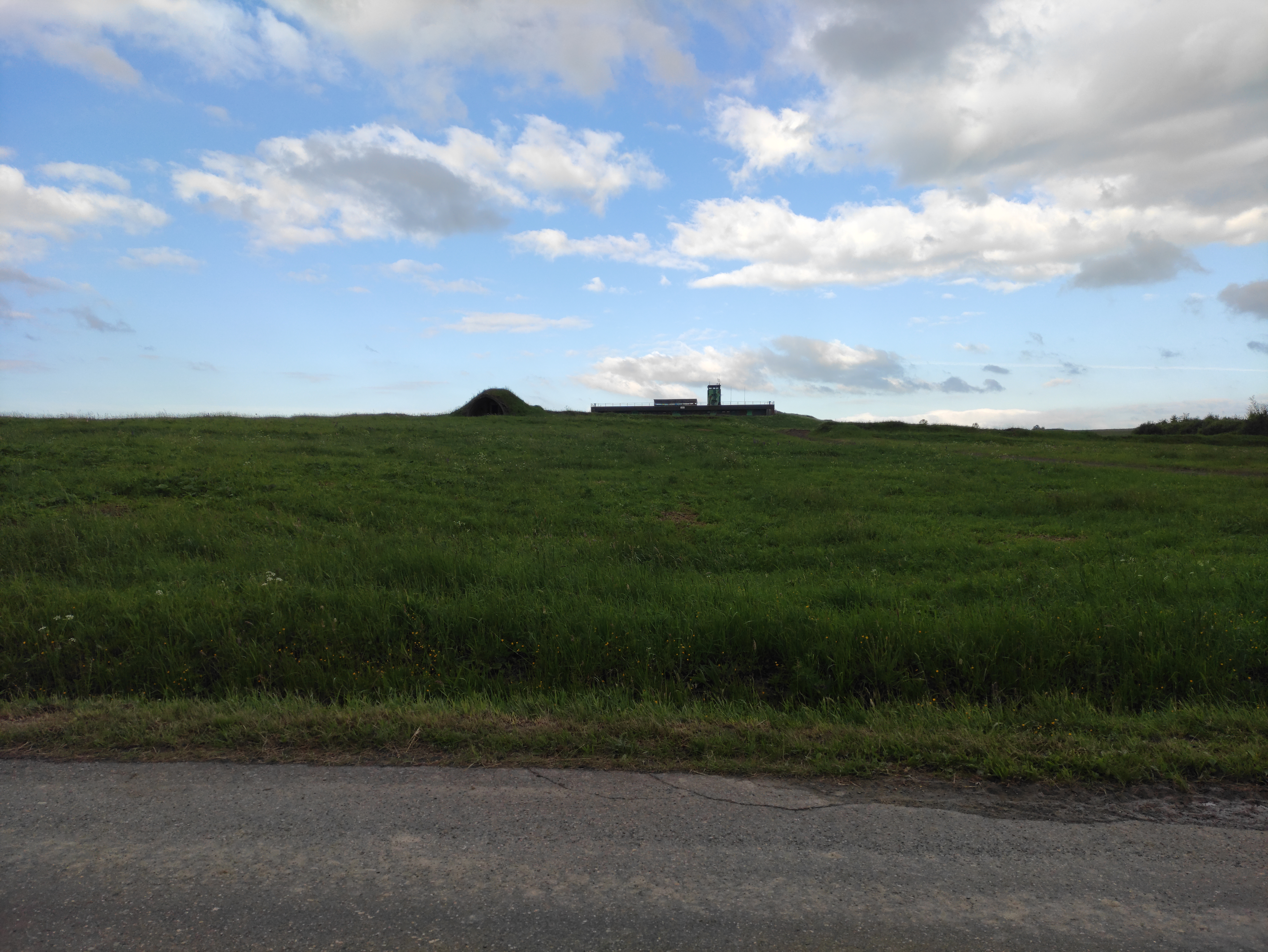
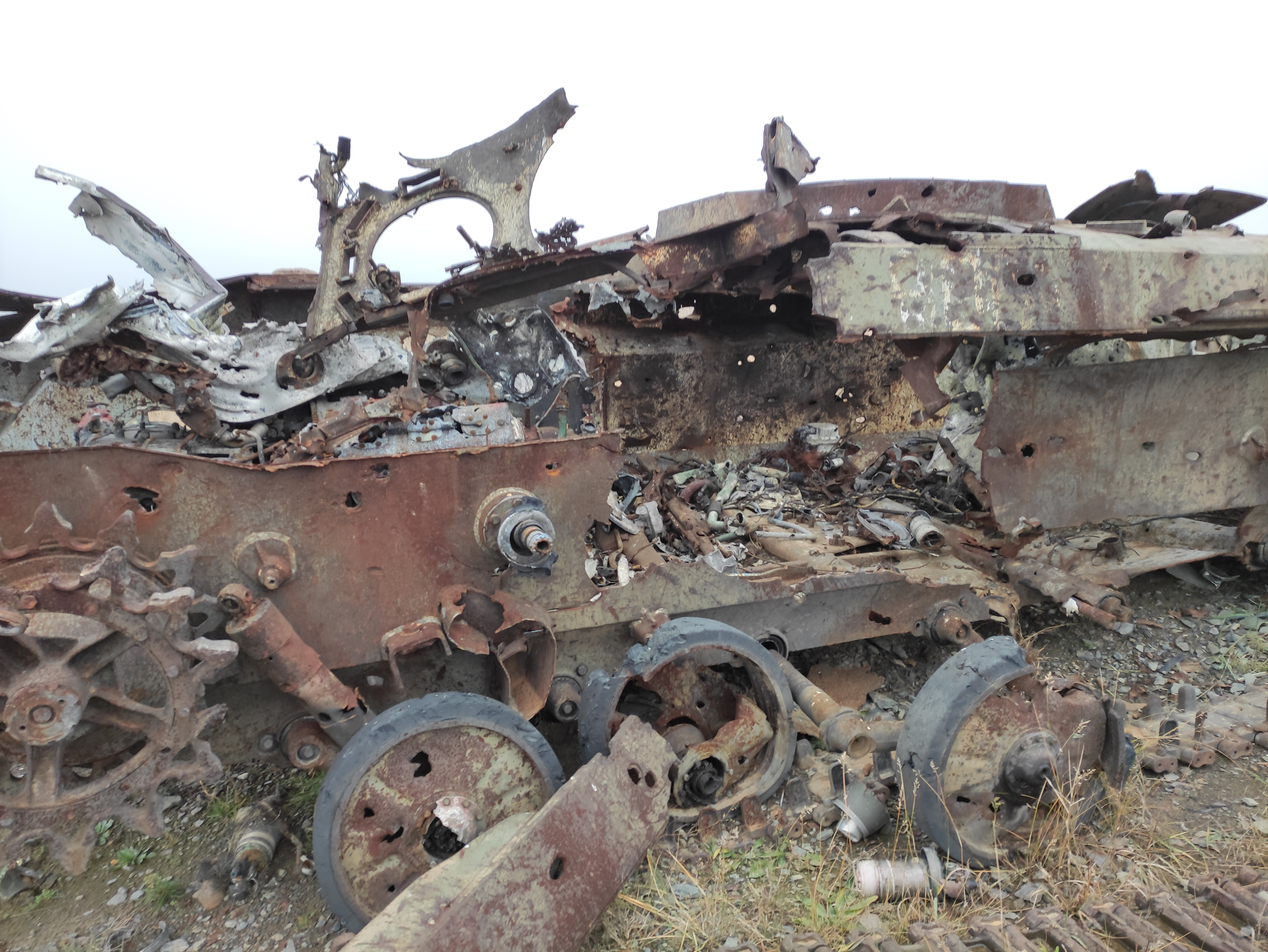
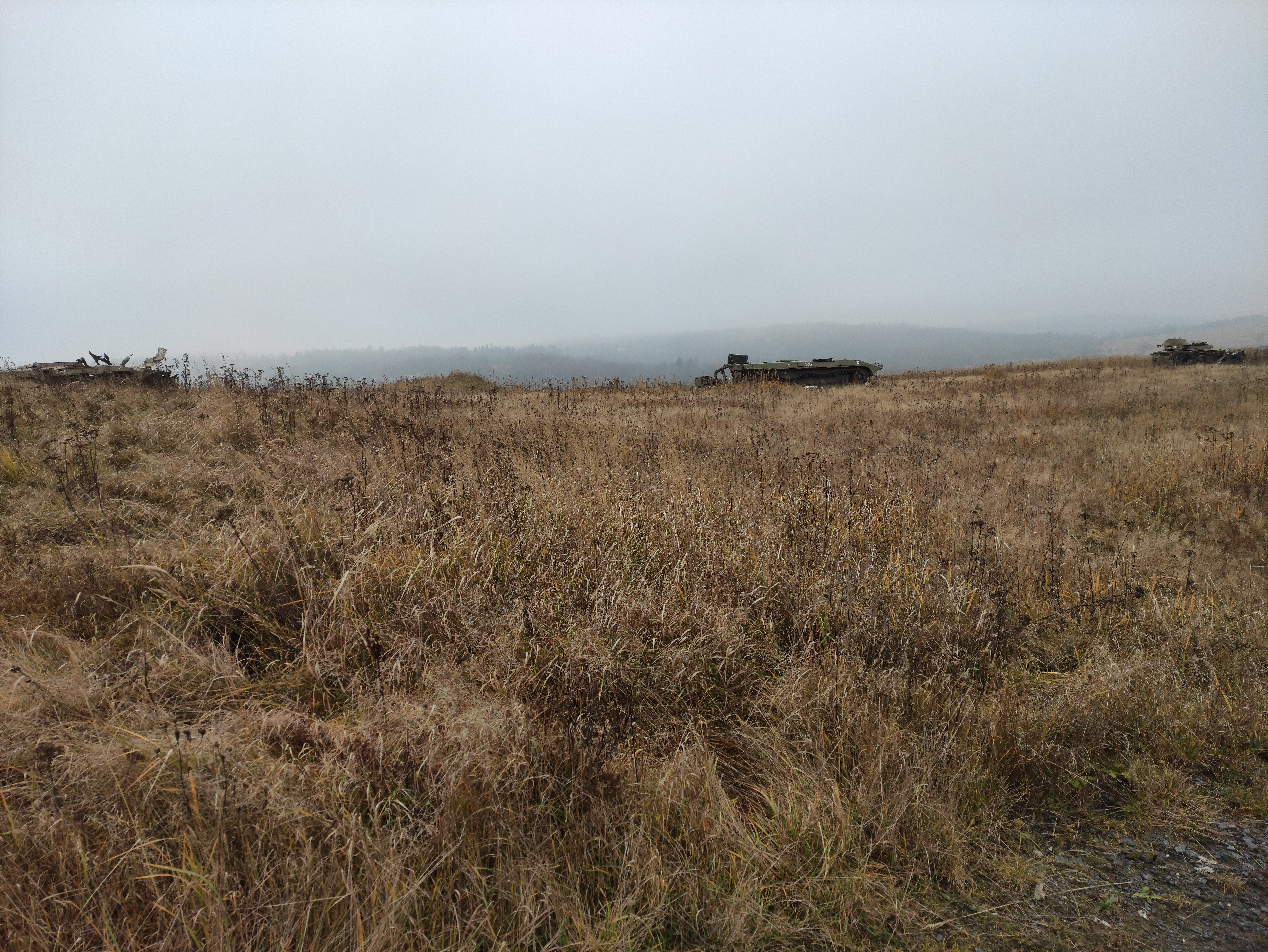